# Пикус, Елена Семёновна
Елена Семёновна Пикус (род. 18 сентября 1945, Новокузнецк, Кемеровская область) — украинский композитор.

## Биография
Детство провела в Кемерово, куда переехала семья. Училась в центральной детской музыкальной школе № 1 по классу фортепиано, в 1967 году окончила Кемеровское музыкальное училище по классу фортепиано (преподаватели Э. Г. Гуляк, Д. Д. Чернышов).
Переехав в Донецк, работала концертмейстером в спортивной гимнастике, хореографической школе и Донецком драматическом театре.
С 1989 года как литератор ездила с выступлениями по городам Донецкой области. В 1991 году работала заведующей литературной частью Донецкого драматического театра.
С 1992 года преподаёт от Донецкой епархии «Православную этику» в семи детских садах (два от шахты им. Засядько и пять — от завода «Точмаш»). Одновременно в 1992—1995 годы работала помощником протоиерея Михаила Александровича в воскресной школе епархиального Свято-Никольского собора г. Донецка.

### Семья
Отец — Семён Зиновьевич Пикус, инженер, начальник цеха азотно-тукового завода; музыкант-любитель, играл по слуху на скрипке, арфе, балалайке, фортепиано, фисгармонии; поставил в заводском народном театре оперу Рахманинова «Алеко».

## Творчество

### Композитор
Первое музыкальное произведение написала в пять лет. Первые духовные песнопения написаны в 1990-е годы. Для детских музыкальных школ выпустила сборники фортепианных пьес «От Рождества до Пасхи» и «Богородичный цикл». Пишет песни для воскресной школы Свято-Покровского храма г. Донецка.
Изданы 14 музыкальных сборников:
- «Романсы» (2011)
- «Осенний костёр» (2012)
- «Зажгу свечу в душе я вновь» (2014)
- пьесы для фортепиано
  - «Утро на даче» (2011)
  - «Детский альбом» (2012)
  - «Богородичный цикл» (2013)
  - «От рождества до Пасхи» (2015)
- «Времена года» (2015)
- «Боль моей души» (2014) — песни, посвящённые матери и вдове погибшего в Афганистане дончанина А. Пластовца
- детские песни и песни для учеников воскресных школ
  - «Музична скринька» (2010)
  - «Сверчок» (2011)
  - «Песни для воскресной школы» (2012)
- «Пьесы для флейты, виолончели и скрипки» (2015)
- «Небесный хор» (2012) — духовные песни
- балет «Свет русалочка» (2012).

Цикл романсов создан в сотрудничестве с поэтами литературного клуба «Лотос» при Донецкой областной библиотеке им. Н. К. Крупской. В 2009 году в качестве поздравления ко дню рождения Леониды Георгиевны были отправлены стихи поэтов клуба «Лотос» и фортепианная пьеса, написанная Е. С. Пикус и посвящённая Леониде Георгиевне. В ответом на посвящение из Мадрида были присланы дарственные фотографии царской семьи с автографами, которые Е. С. Пикус до сей поры бережно хранит.
Как исполнитель своих произведений, Е. С. Пикус участвует в концертах, проводимых в школах, музеях, библиотеках и православных храмах города Донецка и Донецкой области.

### Писатель
В 1983 году выпустила сборник повестей и рассказов «Где звуки музыки…», в который вошла повесть о пианисте, приехавшем в свой родной город из столицы с концертом. Книга получила положительную оценку профессионалов.